# 엔젤 스튜디오
엔젤 스튜디오(Angel Studios, Inc.)는 유타주 프로보에 본사를 둔 미국의 인디 기독교 미디어 회사이자 영화 배급 스튜디오이다. 엔젤은 OTT 주문형 비디오(VOD) 서비스인 엔젤(Angel)을 운영한다. 이 스트리밍 서비스는 전 세계에서 이용 가능하며, 웹 브라우저나 스마트폰, 태블릿 컴퓨터, 스마트 TV에 설치된 응용 소프트웨어를 통해 이용할 수 있다.
엔젤 스튜디오는 비드엔젤(VidAngel)의 파산으로 구조조정을 거쳐 설립되었으며, 엔젤 펀딩(Angel Funding)을 통한 지분 크라우드펀딩을 통해 개인 투자자들에게 회사와 작품의 주식을 매수할 수 있는 기회를 제공함으로써 오리지널 작품 제작 자금을 조달했다. 엔젤 스튜디오에서 제작한 콘텐츠는 자체 스트리밍 서비스를 통해 무료로 배포된다. 일부 작품은 다른 제3자 스트리밍 서비스에서도 배급 계약을 통해 이용할 수 있다.
엔젤 스튜디오는 기독교 영화로 유명해졌다. 엔젤 스튜디오가 제작한 주요 작품으로는 영화 '사운드 오브 프리덤(Sound of Freedom)'과 TV 시리즈 '더 초즌(The Chosen)'이 있다.

## 작품

### 실사
- 너는 내 아들
- 사운드 오브 프리덤

### 애니메이션
- 킹 오브 킹스 (영화)
- 다윗 (2025년 11월 21일 예정)